# Parg (chanteur)
Pour l’article homonyme, voir Parg.
Parg (parfois stylisé en capitales, en arménien Պարգ), de son vrai nom Pargev Vardanian (en arménien Պարգև Վարդանյան) est un auteur-compositeur-interprète arménien.

Il représente l'Arménie au Concours Eurovision de la chanson 2025, à Bâle en Suisse, avec sa chanson Survivor.

## Biographie
Pargev Vardanian naît à Hayravank, dans la région de Gegharkunik, en Arménie.

Il découvre la musique très jeune, dans le cadre de la chorale de son église. Il déménage avec sa famille à Volgograd en Russie pendant son enfance. Il est diplômé de l'Institut National de Théâtre et de Cinéma de Volgograd,. Il fonde également un groupe, nommé The Edge Chronicles, avec lequel il effectue des concerts en Arménie, en Russie, en Géorgie et en Ukraine.
En 2024, sa chanson Araj lui vaut une nomination pour un Armenian Music Video Award. Il sort un autre single la même année, intitulé Kanchum em,.

### 2025: Eurovision
Le 6 février 2025, la chaîne de télévision publique Arménie 1 annonce Parg parmi les douze participants à la sélection nationale du pays pour l'Eurovision 2025, Depi Evratesil. Sa chanson s'intitule Survivor et est interprétée en anglais.

Le 16 février 2025, il remporte la finale, face entre autres à Athena Manoukian, après être passé sur scène en premier.

## Discographie

### EP
- 2023 – Theatre Session (Live Edition)

### Singles
- 2020 – Tell Me
- 2020 – Sareri hovin mernem
- 2021 – Kuzes
- 2021 – Ginin u grely
- 2022 – Snap (reprise de la chanson de Rosa Linn; en solo et avec J-Marin)
- 2023 – Araj
- 2024 – Arev es (avec Brunette)
- 2024 – Qo mot
- 2024 – Kanchum em
- 2024 – Es nor tarin
- 2025 – Survivor